# François de Linares
 (juillet 2018).
Pour les articles homonymes, voir Linares.
François de Linares, né le 7 juillet 1897 à Guérande et mort le 2 mars 1955 à Baden-Baden, est un général de corps d'armée français,  grand-croix de la Légion d'honneur, titulaire de la Distinguished Service Cross américaine.
Il prend part à la Première, puis à la Seconde Guerre mondiale, au cours de laquelle il s'illustre au commandement du 3e régiment de tirailleurs algériens (3e RTA), puis  à la guerre d'Indochine en qualité de commandant des forces françaises au Tonkin ou nord Viêt Nam sous les généraux Jean de Lattre de Tassigny, puis Raoul Salan.

## Biographie

### Famille
François de Linares est le fils d'Amédée Paul Gonzalez de Linares (1868-1945) et Marie Clara Alexandrine Eugénie Brunet de la Martinière.
L'origine espagnole de son patronyme vient de son arrière grand-père paternel, Juan Esteban Gonzales de Linares (1779-1853), natif de Treceño en Cantabrie (Espagne). Juan Esteban était Trésorier Général de la Compagnie royale des Philippines et s'est exilé en Inde ou il y a épousé une française et y est décédé.
Il se marie le 7 mai 1923 à Cholet avec Alix Marie Pellaumail (1901-1982). Son fils, Stephen de Linares, Saint-Cyrien, commandant le 6e bataillon de Chasseurs Alpins, trouve la mort en montagne en 1972. Le Général et le commandant de Linares ont été associés comme parrains de la promotion de Saint Cyr "de Linares" (1972-1974).

### Première Guerre mondiale
Linares commence sa carrière militaire comme simple soldat au 93e régiment d'infanterie le 30 juillet 1916. Promu caporal puis sergent, il est admis à Saint-Cyr et nommé aspirant le 30 juillet 1917. Après une brève formation supérieure d'officier d'active, il rejoint le front comme sous-lieutenant et y combat jusqu'au 11 novembre 1918. Il est blessé deux fois et cité quatre fois.
À partir de septembre 1919, il sert au Maroc jusqu'en avril 1924, puis en Algérie de 1930 à 1936.

### Seconde Guerre mondiale
Il commande le 15e Bataillon de Chasseurs Alpins d'octobre 1939 à avril 1940, puis sert à l'état-major du Groupe d'Armées n°2. Après l'armistice de juin 1940, il monte un réseau d'évasion de prisonniers de guerre dont profitera le Général Giraud.
Promu lieutenant-colonel le 25 septembre 1942, il s'évade de France le 24 novembre et rejoint Giraud.
En septembre 1943, il prend le commandement du 3e régiment de tirailleurs algériens (3e RTA) au sein de la 3e division d'infanterie algérienne (3e DIA). De décembre 1943 à août 1944, il participe à la tête du 3e RTA à la campagne d'Italie au sein du Corps expéditionnaire français en Italie. Son régiment se distingue notamment lors de la prise du Belvédère puis lors du percement de la ligne Hitler et est cité deux fois à l'ordre de l'Armée,.
Promu colonel le 25 mars 1944, il débarque avec son régiment du 3e RTA en Provence le 17 août 1944 et participe à la prise de Toulon et de Marseille. Son régiment est cité une troisième fois à l'ordre de l'Armée.
A la mi-septembre 1944, il laisse le commandement du 3e RTA au colonel Pierre Agostini, puis pendant le reste de la campagne de France, il sert à l'état-major du général de Lattre, qui le nomme général de brigade le 25 novembre 1944, puis son chef d'état-major le 16 février 1945.
Le 21 novembre 1944, il est fait commandeur de la Légion d'honneur.
Il pénètre en Allemagne le 29 mars 1945 et reçoit le commandement de la 2e division d'infanterie marocaine le 14 avril, à la tête de laquelle il termine la guerre en Autriche.
En avril 1945,  il est décoré de la prestigieuse Distinguished Service Cross américaine pour sa conduite lors de la libération de Toulon et Marseille en août 1944.

### Guerre d'Indochine
Il est promu général de division en avril 1948.
Il effectue un séjour en Indochine du 17 janvier 1951 au 27 mai 1953, commandant les forces françaises au Tonkin, avec de Lattre, puis Salan, qu'il remplace par intérim de juillet à septembre 1952. Il est promu général de corps d'armée en décembre 1951.

### Dernières années
Il est élevé à la dignité de grand-croix de la Légion d'honneur le 4 novembre 1954.
Il revient en France où il est nommé inspecteur général de l'infanterie le 2 septembre 1953. Il décède à l'hôpital militaire de Baden-Baden le 2 mars 1955.

## Décorations principales

### Françaises
- Grand-croix de la Légion d'honneur (1954)[9]
  - Grand officier (1948)
  - Commandeur (1944)
  - Officier (1940)
  - Chevalier (1921)
- Médaille militaire (1920)[9] (alors lieutenant au 24e régiment de tirailleurs tunisiens (24e RTT))
- Croix de guerre 1914–1918 (4 citations)
- Croix de guerre 1939–1945 (6 citations)
- Croix de guerre des Théâtres d'opérations extérieurs (7 citations)

### Etrangères
- Distinguished Service Cross (États-Unis) (2 avril 1945)